# Станис, Райвидас
Райвидас Станис (лит. Raivydas Stanys; род. 3 февраля 1987, Рокишкис) — литовский легкоатлет, специалист по прыжкам в высоту. Выступал за сборную Литвы по лёгкой атлетике в 2006—2017 годах, серебряный призёр чемпионата Европы, многократный победитель и призёр национальных первенств, участник ряда крупных международных соревнований, в том числе летних Олимпийских игр в Лондоне.

## Биография
Райвидас Станис родился 3 февраля 1987 года в городе Рокишкис Литовской ССР.
Дебютировал в лёгкой атлетике на международном уровне в сезоне 2006 года, когда вошёл в состав литовской национальной сборной и выступил на чемпионате мира среди юниоров в Пекине, где в прыжках в высоту остановился на предварительном квалификационном этапе.
В 2007 году выиграл серебряную медаль на чемпионате Литвы в Каунасе, стартовал на молодёжном чемпионате Европы в Дебрецене.
На чемпионате Литвы 2008 года одержал победу в прыжках в длину.
В 2009 году вновь был лучшим в зачёте литовского национального первенства, стал восьмым на молодёжном европейском первенстве в Каунасе, выступил на европейском первенстве в помещении в Турине.
Будучи студентом, в 2011 году представлял страну на летней Универсиаде в Шэньчжэне, где оказался пятым. Кроме того, отметился выступлениями на чемпионате мира в Тэгу и на командном чемпионате Европы в Стокгольме.
В 2012 году побывал на европейском первенстве в Хельсинки, откуда привёз награду серебряного достоинства — в финале уступил только британцу Роберту Грабарзу. Выполнив олимпийский квалификационный норматив в 2,31 метра, удостоился права защищать честь страны на летних Олимпийских играх в Лондоне — в итоге в программе прыжков в высоту показал результат 2,16 метра, не сумев преодолеть предварительный квалификационный раунд.
После лондонской Олимпиады Станис остался в составе легкоатлетической команды Литвы и продолжил принимать участие в крупнейших международных соревнованиях. Так, в 2013 году он стал седьмым на Универсиаде в Казани, участвовал в командном чемпионате Европы в Гейтсхеде.
В 2014 году выступил на европейском первенстве в Цюрихе, где в прыжках в высоту сумел дойти до финала, стартовал на командном европейском первенстве в Брауншвейге.
В 2015 году участвовал в чемпионате Европы в помещении в Праге, в чемпионате мира в Пекине, стал четвёртым на Универсиаде в Кванджу.
В 2016 году стартовал на европейском первенстве в Амстердаме, занял в квалификации 17 место.
На чемпионате Европы 2017 года в помещении в Белграде показал в квалификации 15 результат.